# Magnus Jonsson (skidskytt)

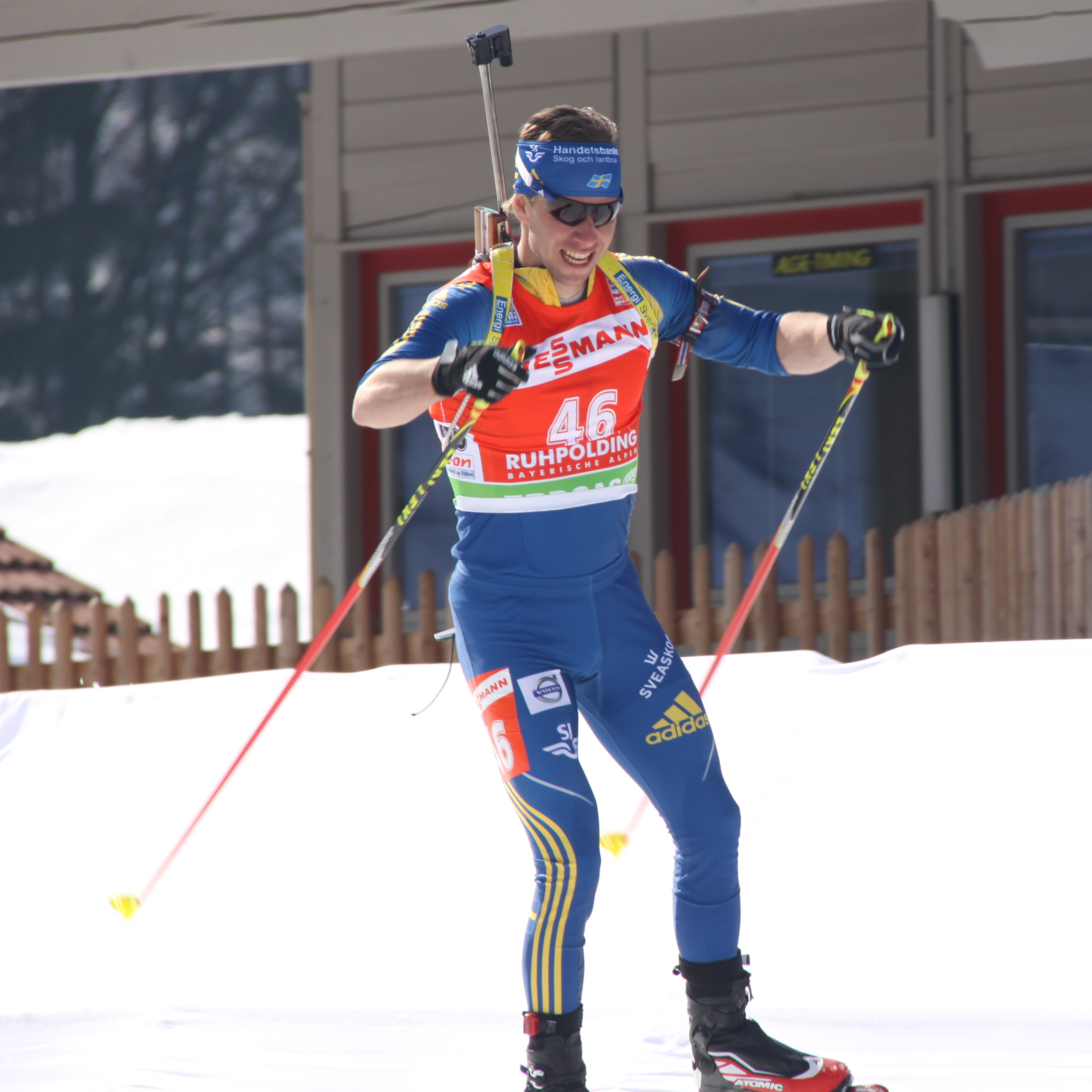
Magnus Jonnson, Biathlon World Championships, 2012, Ruhpolding

Magnus Jonsson, född 4 april 1982 i Sollefteå, är en svensk skidskytt. Jonsson har tränat skidskytte sedan 2002. Han gjorde sin första start i världscupen den 26 november 2005 i sprinten i Östersund, ett lopp där han slutade på 96:e plats. Hans bästa placering individuellt i världscupen var länge en fjortonde plats från sprinten i Oberhof, den 12 januari 2008, det rekordet tangerade han i sprinten i Kontiolax, den 13 mars 2010 och följde upp det med en 10:e plats på den följande jaktstarten, den 14 mars, som är hans hittills bästa placering i världscupen. I stafett har han två fjärdeplatser från världscupen. Jonsson har deltagit i tre världsmästerskap, 2007 i Antholz, 2008 i Östersund och 2009 i Pyeongchang. Hans bästa resultat från VM är en femtondeplats i jaktstarten i Pyeongchang 2009 och en niondeplats i stafett från samma mästerskap. Jonsson har deltagit i ett juniorvärldsmästerskap, 2003, och ett EM, 2005, dock utan framskjutna placeringar.
Jonssons tränare är Jonas Johansson, som efterträdde Wolfgang Pichler som tränare för svenska herrlandslaget.